# پایاب میانده دلویی
پایاب میانده دلویی مربوط به اوایل دوره قاجار است و در شهرستان گناباد، روستای دلویی واقع شده و این اثر در تاریخ ۱۸ شهریور ۱۳۹۱ با شمارهٔ ثبت ۳۰۹۶۰ به‌عنوان یکی از آثار ملی ایران به ثبت رسیده است.